# Агатокъл (Бактрия)
Вижте пояснителната страница за други личности с името Агатокъл.
Агатокъл (на гръцки: Αγαθοκλής), наричан с епитета ο Δίκαιος („Справедливи“), е владетел на Индо-гръцкото царство в периода около 190 – 180 г. пр.н.е.

## Биография
Агатокъл може би е син на Деметрий I и вероятно един от неговите вицекрале-съуправители.
На Агатокъл била поверена провинцията Паропамисад (Paropamisadae) на границата между Бактрия и Индия. Също е възможно да е бил узурпатор, управлявал заедно или след Панталеон. Агатокъл бил победен и убит от новия цар на Бактрия Евкратид I.
Предполага се, че е бил будист. От неговото управление са уникалните за Античността бактрийски монети от никел – чак до 19 век не са създавани повече никелови монети. Дотогава технологията за обработка на никела е била позната само в Китай. Много от монетите на Агатокъл са двуезични – с надписи едновременно на гръцки и на брахми (санскрит), други носят различни будистиски и хиндуистки символи.